# Partecipanti ai Campionati del mondo di ciclismo su strada 2009 - Gara in linea femminile Elite
Elenco dei partecipanti alla gara in linea femminile Elite dei Campionati del mondo di ciclismo su strada 2009.
Al via erano schierate 127 cicliste in rappresentanza di 34 nazioni. Di queste 56 portarono a termine la gara mentre 71 si ritirarono.

## Modalità di qualificazione
Ogni Nazione poteva iscrivere 9 atlete e schierarne in gara 6. Le campionesse continentali e la campionessa mondiale uscenti potevano essere iscritte in aggiunta alle sei partecipanti iscritte.
- Campionessa mondiale uscente:  Nicole Cooke
- Europa:  Chantal Blaak
- America:  Joëlle Numainville
- Asia:  Kerong Tang
- Africa:  Cashandra Slingerland
- Oceania:  Alexis Rhodes

## Corridori per squadra
Nota: R ritirata, NP non partita.
| Gran Bretagna | Gran Bretagna          | Gran Bretagna | Russia        | Russia                   | Russia        | Spagna                | Spagna                      | Spagna                |
| ------------- | ---------------------- | ------------- | ------------- | ------------------------ | ------------- | --------------------- | --------------------------- | --------------------- |
| 1             | Nicole Cooke           | R             | 49            | Тat'jana Аntošina        | R             | 92                    | Ana García Antequera        | 20º                   |
| 2             | Elizabeth Armitstead   | 27º           | 50            | Svetlana Bubnenkova      | R             | 93                    | Eneritz Iturriagaechevarria | R                     |
| 3             | Katie Colclough        | R             | 51            | Anna Evseeva             | R             | 94                    | Belén López Morales         | R                     |
| 4             | Nikki Harris           | R             | 52            | Oksana Kozončuk          | 49º           | 95                    | Anna Sanchis                | R                     |
| 5             | Sharon Laws            | 28º           | 53            | Julija Martisova         | 24º           | 96                    | Ane Santesteban             | R                     |
| 6             | Lucy Martin            | R             | 54            | Elena Novikova           | R             | 97                    | Marta Vilajosana            | R                     |
| 7             | Emma Pooley            | 14º           | Belgio        | Belgio                   | Belgio        | Messico               | Messico                     | Messico               |
| Paesi Bassi   | Paesi Bassi            | Paesi Bassi   | 55            | Jessie Daams             | R             | 98                    | Giuseppina Grassi           | R                     |
| 8             | Chantal Blaak          | 23º           | 56            | Liesbet De Vocht         | R             | 99                    | Veronica Leal               | 38º                   |
| 9             | Andrea Bosman          | 21º           | 57            | Lieselot Decroix         | 55º           | 100                   | Laura Morfin                | 51º                   |
| 10            | Martine Bras           | R             | 58            | Ludivine Henrion         | 22º           | Repubblica Ceca       | Repubblica Ceca             | Repubblica Ceca       |
| 11            | Regina Bruins          | 42º           | 59            | Grace Verbeke            | 9º            | 101                   | Martina Růžičková           | R                     |
| 12            | Loes Gunnewijk         | 45º           | Danimarca     | Danimarca                | Danimarca     | Slovenia              | Slovenia                    | Slovenia              |
| 13            | Irene van den Broek    | 43º           | 60            | Trine Schmidt            | R             | 102                   | Polona Batagelj             | R                     |
| 14            | Marianne Vos           | 2º            | 61            | Linda Villumsen          | 15º           | 103                   | Sigrid Corneo               | R                     |
| Germania      | Germania               | Germania      | Francia       | Francia                  | Francia       | 104                   | Blaža Klemenčič             | R                     |
| 15            | Judith Arndt           | 6º            | 62            | Sophie Creux             | 35º           | Brasile               | Brasile                     | Brasile               |
| 16            | Charlotte Becker       | R             | 63            | Christel Ferrier-Bruneau | 25º           | 105                   | Uenia Fernandes             | R                     |
| 17            | Claudia Häusler        | 19º           | 64            | Karine Gautard           | 31º           | 106                   | Rosane Kirch                | R                     |
| 18            | Tina Liebig            | R             | 65            | Julie Krasniak           | 44º           | Polonia               | Polonia                     | Polonia               |
| 19            | Ina-Yoko Teutenberg    | R             | 66            | Jeannie Longo            | 48º           | 107                   | Paulina Brzeźna             | 17º                   |
| 20            | Trixi Worrack          | 29º           | 67            | Edwige Pitel             | 26º           | 108                   | Monika Grzebinoga           | 36º                   |
| Svezia        | Svezia                 | Svezia        | Canada        | Canada                   | Canada        | 109                   | Małgorzata Jasińska         | R                     |
| 21            | Emilia Fahlin          | R             | 68            | Julie Beveridge          | R             | 110                   | Sylwia Kapusta              | R                     |
| 22            | Emma Johansson         | 11º           | 69            | Heather Logan            | R             | Thailandia            | Thailandia                  | Thailandia            |
| 23            | Marie Lindberg         | R             | 70            | Joëlle Numainville       | R             | 111                   | Monrudee Chapookham         | R                     |
| 24            | Sara Mustonen          | R             | 71            | Alison Testroete         | R             | 112                   | Wilaiwan Kunlapha           | R                     |
| Australia     | Australia              | Australia     | 72            | Tara Whitten             | 40º           | 113                   | Chanpeng Nontasin           | R                     |
| 25            | Ruth Corset            | 12º           | 73            | Erinne Willock           | 7º            | 114                   | Thatsani Wichana            | R                     |
| 26            | Tiffany Cromwell       | 52º           | Svizzera      | Svizzera                 | Svizzera      | Norvegia              | Norvegia                    | Norvegia              |
| 27            | Rochelle Gilmore       | R             | 74            | Emilie Aubry             | R             | 115                   | Frøydis Wærstad             | R                     |
| 28            | Emma Mackie            | R             | 75            | Nicole Brändli           | 8º            | Croazia               | Croazia                     | Croazia               |
| 29            | Alexis Rhodes          | R             | 76            | Jennifer Hohl            | R             | 116                   | Viena Balen                 | R                     |
| 30            | Vicki Whitelaw         | R             | 77            | Jessica Schneeberger     | R             | 117                   | Marina Boduljak             | R                     |
| Stati Uniti   | Stati Uniti            | Stati Uniti   | 78            | Patricia Schwager        | 54º           | 118                   | Maja Marukić                | R                     |
| 31            | Mara Abbott            | 18º           | 79            | Andrea Wolfer            | R             | Saint Kitts and Nevis | Saint Kitts and Nevis       | Saint Kitts and Nevis |
| 32            | Kimberly Anderson      | R             | Austria       | Austria                  | Austria       | 119                   | Kathryn Bertine             | R                     |
| 33            | Kristin Armstrong      | 4º            | 80            | Daniela Pintarelli       | 56º           | 120                   | Monica Ceccon               | R                     |
| 34            | Meredith Miller        | R             | 81            | Christiane Soeder        | 30º           | Irlanda               | Irlanda                     | Irlanda               |
| 35            | Amber Neben            | R             | Nuova Zelanda | Nuova Zelanda            | Nuova Zelanda | 121                   | Olivia Dillon               | R                     |
| 36            | Evelyn Stevens         | 15º           | 82            | Kaytee Boyd              | 33º           | 122                   | Siobhan Horgan              | R                     |
| Italia        | Italia                 | Italia        | 83            | Catherine Cheatley       | 10º           | Indonesia             | Indonesia                   | Indonesia             |
| 37            | Monia Baccaille        | 46º           | 84            | Rachel Mercer            | R             | 123                   | Dahlina Rosyida             | R                     |
| 38            | Giorgia Bronzini       | R             | Sud Africa    | Sud Africa               | Sud Africa    | Argentina             | Argentina                   | Argentina             |
| 39            | Noemi Cantele          | 3º            | 85            | Carla Swart              | 34º           | 124                   | Veronica Gerez              | R                     |
| 40            | Tatiana Guderzo        | 1º            | 86            | Marissa Van Der Merwe    | 37º           | Turchia               | Turchia                     | Turchia               |
| 41            | Fabiana Luperini       | 30º           | Ucraina       | Ucraina                  | Ucraina       | 125                   | Semra Yetiş                 | R                     |
| 42            | Luisa Tamanini         | 47º           | 87            | Al'ona Andruk            | 53º           | Andorra               | Andorra                     | Andorra               |
| Lituania      | Lituania               | Lituania      | 88            | Oksana Kaščyšyna         | R             | 126                   | Ariadna Tudel Cuberes       | R                     |
| 43            | Inga Čilvinaitė        | R             | 89            | Olena Olijnyk            | 41º           | Portogallo            | Portogallo                  | Portogallo            |
| 44            | Rasa Leleivytė         | 32º           | 90            | Nina Ovčarenko           | R             | 127                   | Ester Alves                 |                       |
| 45            | Edita Pučinskaitė      | 13º           | 91            | Jevhenija Vysoc'ka       | 50º           |                       |                             |                       |
| 46            | Edita Ungurytė         | R             |               |                          |               |                       |                             |                       |
| 47            | Modesta Vžesniauskaitė | R             |               |                          |               |                       |                             |                       |
| 48            | Diana Žiliūtė          | 5º            |               |                          |               |                       |                             |                       |